# Tandang
Tandang is een bestuurslaag in het regentschap Semarang van de provincie Midden-Java, Indonesië. Tandang telt 21.897 inwoners (volkstelling 2010).